# Roodkoppapegaaiamadine
De roodkoppapegaaiamadine of (Erythrura psittacea)  is een kleurrijk vogeltje uit de familie van de prachtvinken (Estrildidae),  van oorsprong afkomstig uit Nieuw-Caledonië, de Molukken en delen van Nieuw-Guinea.

## Kenmerken
De roodkoppapegaaiamadine heeft zoals zijn naam al doet vermoeden, een bijna geheel scharlakenrode kop, ook de keel en de staart zijn rood.  Het achterhoofd, de nek, schouders, rug, de vleugels en de onderzijde zijn donkergroen. Het mannetje en vrouwtje zijn bijna aan elkaar gelijk, het vrouwtje is iets fletser en mist de rode aarsveertjes.  De totale lengte van kop tot puntje van de staart is 11–12 centimeter.

## Verzorging
Deze vogel is vrij zeldzaam en moet zorgvuldig kunnen acclimatiseren. Het zijn warmte en zon minnende vogels, die beslist niet tegen guur weer en vrieskou kunnen.  Ze moeten binnen overwinteren in een verwarmd nachthok. Ze zijn over het algemeen vreedzaam van aard en goed te houden in een gemengde volière.

## Voeding
Hun menu bestaat uit geel en wit milletzaad, tropenzaad, gekiemde zaden, af en toe wat trosgierst en groenvoer zoals muur. Tijdens de kweek moeten ze ook kleine insectjes te eten krijgen of buffalowormpjes.
Vers drinkwater, maagkiezel en grit zijn voor vrijwel alle vogels noodzakelijk, dus ook voor de roodkoppapegaaiamadine.

Bovendien nemen ze graag een bad, dus een lage badschaal met fris water wordt zeer op prijs gesteld.